# میشیچوو
میشیچوو (به صربی: Mišićevo) یک منطقهٔ مسکونی در صربستان است که در Subotica Municipality واقع شده‌است. میشیچوو ۴۴۶ نفر جمعیت دارد.